# Kentrophoridae
Famille
Les Kentrophoridae sont une famille de Ciliés de la classe des Karyorelictea et de l’ordre des Loxodida.

## Étymologie
Le nom de la famille vient du genre type Kentrophoros (en), dérivé du grec κέντρον / kéntron, « aiguillon, centre », et φοροσ / foros, « qui porte »

## Description

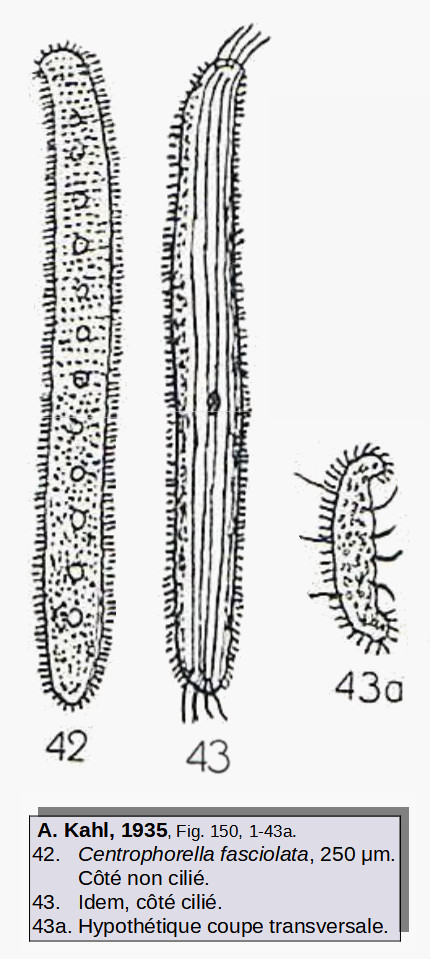
Centrophorella fasciolata.

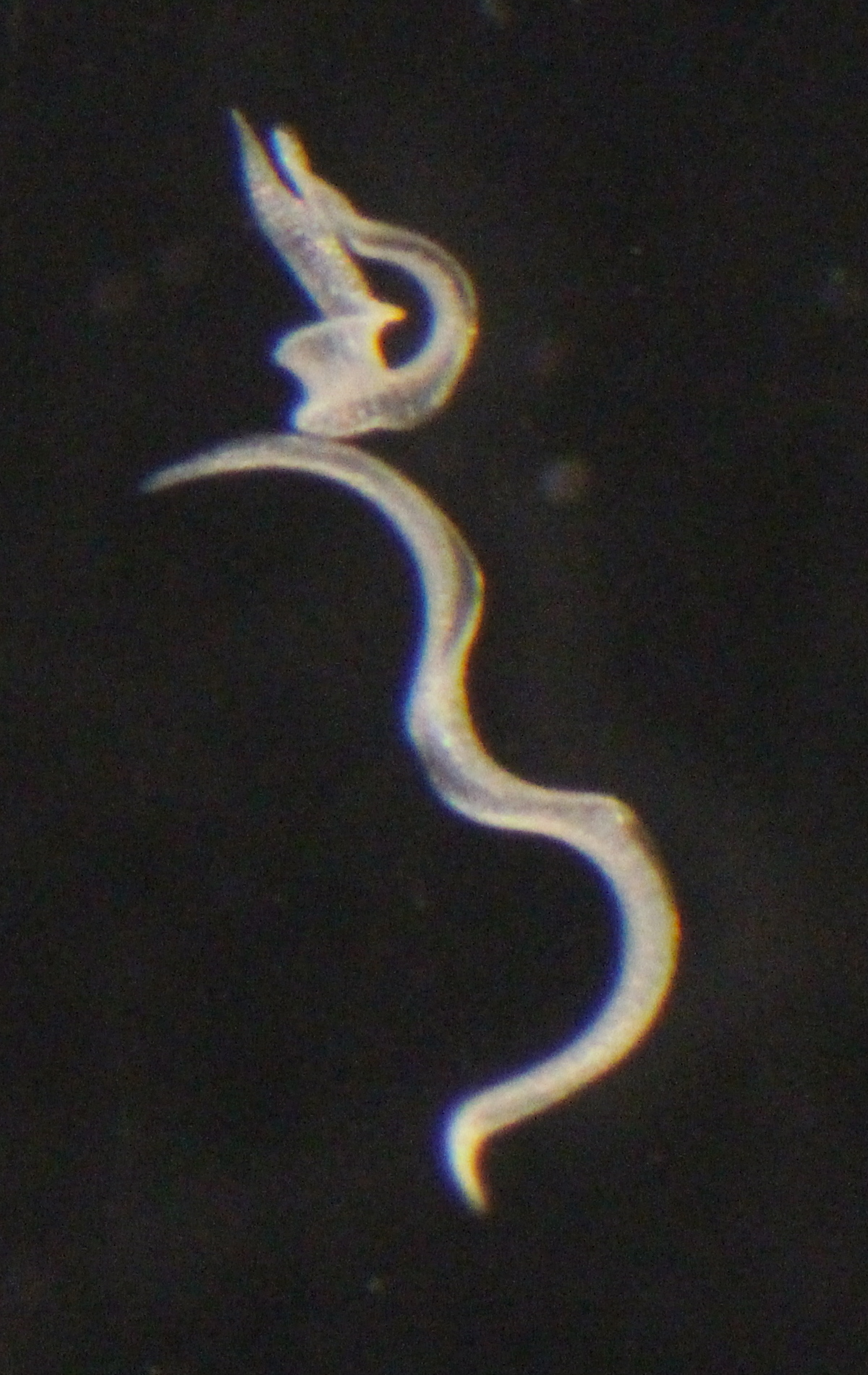
Kentrophoros sp. (Île d'Elbe, Italie), isolé des sédiments marins côtiers.

Les espèces du genre type Kentrophoros (en) sont des ciliés allongés et en forme de ruban, comme les autres ciliés Karyorelictés qui vivent dans l'habitat interstitiel marin.
Chez certaines espèces, le corps cellulaire est plié ou involué en un tube ou selon des formes plus élaborées.
La face ventrale est ciliée, tandis que la face dorsale est principalement non ciliée, à l'exception d'un seul « cercle kiné » à la marge.
La face dorsale est recouverte d'une couche de bactéries symbiotiques. Kentrophoros n'a pas d'appareil buccal distinct, bien que des kinétides densément espacées associées à des fibres (nématodesmes) à la partie antérieure de la cellule puissent être des vestiges de l'appareil buccal.
Le nombre et la disposition des noyaux dans la cellule sont également variables entre les espèces.
Certaines espèces n'ont qu'un seul micronoyau et deux macronoyaux, mais d'autres peuvent avoir plusieurs groupes de macro et micronoyaux, ou des « noyaux composites » où chaque groupe de macro et micronoyaux est enfermé dans une autre membrane.

## Liste des genres
Selon GBIF (12 avril 2023) :
- Centrophorella Kahl, 1933 synonyme de Kentrophoros Sauerbrey, 1928
- Kentrophoros Sauerbrey, 1928
- Trachelolophos Foissner & Dragesco, 1996
- Trachelonema Dragesco, 1960

## Systématique
Le nom valide de ce taxon est Kentrophoridae Jankowksi, 1980.